# William McCool

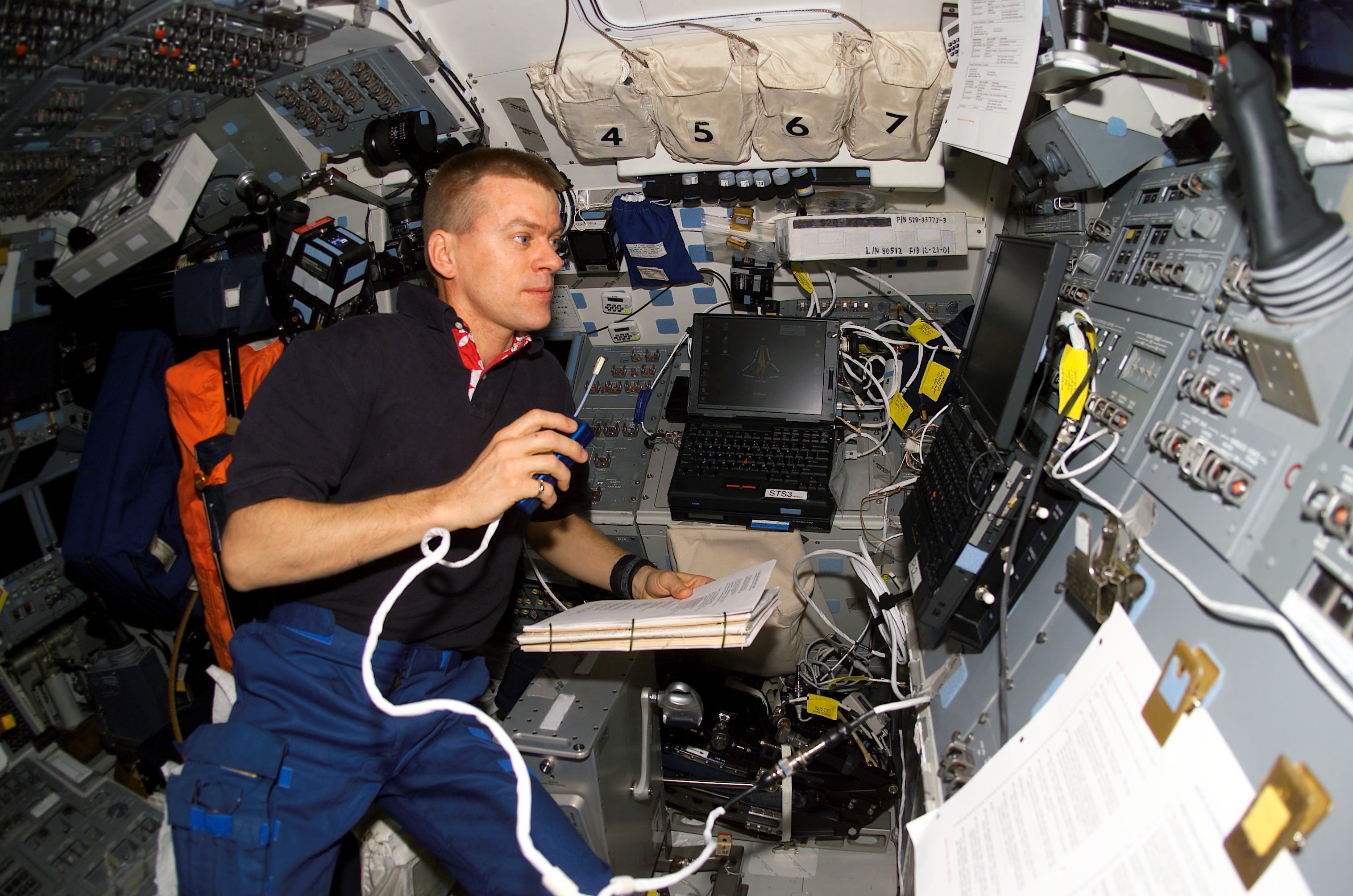
William McCool w kokpicie promu Columbia

William Cameron McCool (ur. 23 września 1961 w San Diego, zginął 1 lutego 2003 podczas powrotu na Ziemię wahadłowca Columbia) – amerykański astronauta, pilot wojskowy, komandor porucznik United States Navy.

## Wykształcenie i służba wojskowa
- 1979 – ukończył Coronado High School w Lubbock w Teksasie.
- 1983 – uzyskał licencjat w dziedzinie nauk stosowanych w Akademii Marynarki Wojennej Stanów Zjednoczonych.
- 1985 – uzyskał tytuł magistra informatyki na University of Maryland, College Park.
- 1986 – w sierpniu zakończył szkolenie lotnicze i został skierowany do 129. taktycznej eskadry walki elektronicznej (Tactical Electronic Warfare Squadron 129), stacjonującej w bazie lotniczej Marynarki Wojennej Whidbey Island w stanie Waszyngton, w której ćwiczył pilotaż samolotu ЕА-6В Prowler. Pierwsze loty bojowe wykonał po przeniesieniu do 133. eskadry walki elektronicznej (Electronic Attack Squadron 133), w składzie której odbył na lotniskowcu USS „Coral Sea” dwa rejsy patrolowe w akwenie Morza Śródziemnego.
- 1992 – uzyskał magisterium w dziedzinie inżynierii lotniczej w US Naval Postgraduate School. Następnie został skierowany do wydziału awioniki w Dyrekcji ds. Testów Samolotów Szturmowych (Strike Aircraft Test Directorate) w bazie Patuxent River w stanie Maryland, gdzie jako pilot doświadczalny latał samolotami A-4 Skyhawk i ЕА-6В. Później powrócił do bazy Whidbey Island, otrzymując przydział do 132. eskadry walki elektronicznej (Electronic Attack Squadron VAQ-132). Służył w niej – m.in. na pokładzie lotniskowca USS „Enterprise” – do czasu przejścia do NASA.

Jako pilot wylatał ponad 2800 godzin za sterami 24. typów samolotów. Wykonał ponad 400 startów i lądowań na lotniskowcach.

## Praca w NASA i kariera astronauty
- 1 maja 1996 – został przyjęty do szesnastej grupy astronautów NASA jako kandydat na pilota promu kosmicznego.
- 1997 – po zakończeniu rocznego przeszkolenia uzyskał kwalifikacje pilota wahadłowca. Następnie skierowany został do Computer Support Branch w Biurze Astronautów NASA. Uczestniczył w pracach nad unowocześnieniem kabiny załogowej promu.
- 1 grudnia 2000 – NASA oficjalnie ogłosiła, że McCool będzie pełnił funkcję pilota w załodze STS-107[1].
- 2003 – 16 stycznia na pokładzie wahadłowca Columbia wystartował do swojej pierwszej misji kosmicznej. Dowódcą wyprawy był Rick Husband. Ponadto w załodze promu znaleźli się specjaliści misji: Laurel Clark, David Brown, Michael P. Anderson, Kalpana Chawla i astronauta izraelski Ilan Ramon. W czasie prawie szesnastodniowego lotu załoga wykonała 82 eksperymenty biologiczne, geofizyczne, technologiczne i fizyczne. 1 lutego podczas powrotu Columbii na Ziemię wahadłowiec rozpadł się w powietrzu. Śmierć poniosła cała załoga. McCool został pochowany na cmentarzu Akademii Marynarki Wojennej w Annapolis.

## Odznaczenia
- Naval Aviator Wings
- Defense Distinguished Service Medal – pośmiertnie
- Navy Commendation Medal – dwukrotnie
- Navy Achievement Medal – dwukrotnie
- National Defense Service Medal
- Congressional Space Medal of Honor – pośmiertnie
- NASA Distinguished Service Medal – pośmiertnie
- Medal za Lot Kosmiczny – pośmiertnie
- Universal Astronaut Insignia za lot orbitalny (nr 427, pośmiertnie) – Stowarzyszenie Uczestników Lotów Kosmicznych (Association of Space Explorers(inne języki))[2]

## Dane lotu
| Lot kosmiczny, w którym uczestniczył William C. McCool             | Lot kosmiczny, w którym uczestniczył William C. McCool                                   | Lot kosmiczny, w którym uczestniczył William C. McCool | Lot kosmiczny, w którym uczestniczył William C. McCool | Lot kosmiczny, w którym uczestniczył William C. McCool | Lot kosmiczny, w którym uczestniczył William C. McCool | Lot kosmiczny, w którym uczestniczył William C. McCool |
| Data startu                                                        | Data lądowania                                                                           | Statek kosmiczny                                       | Funkcja                                                | Czas trwania                                           |                                                        |                                                        |
| ------------------------------------------------------------------ | ---------------------------------------------------------------------------------------- | ------------------------------------------------------ | ------------------------------------------------------ | ------------------------------------------------------ | ------------------------------------------------------ | ------------------------------------------------------ |
| 16 stycznia 2003                                                   | 1 lutego 2003 Podczas powrotu na Ziemię wahadłowiec wskutek katastrofy uległ zniszczeniu | STS-107 Columbia F-28                                  | Pilot wahadłowca                                       | 15 dni 22 godziny 20 minut i 22 sekundy                |                                                        |                                                        |
| Czas spędzony w kosmosie — 15 dni 22 godziny 20 minut i 22 sekundy |                                                                                          |                                                        |                                                        |                                                        |                                                        |                                                        |